# Đổng Doãn
Đổng Doãn (chữ Hán: 董允; Phiên âm: Dong Yun; ?-246) là đại thần nhà Thục Hán thời kỳ Tam Quốc trong lịch sử Trung Quốc.

## Sự nghiệp
Đổng Doãn có tên tự là Hưu Chiêu (休昭), là con của đại thần Đổng Hòa nhà Thục Hán. Lưu Bị lập thái tử Lưu Thiện, Đổng Doãn được tuyển làm Xá nhân, theo hầu dắt ngựa.
Năm 223, Lưu Bị mất, Lưu Thiện kế vị, phong Đổng Doãn làm Hoàng Môn thị lang.
Thừa tướng Gia Cát Lượng đi đánh Tào Ngụy, đóng ở Hán Trung, lo Hậu Chủ hưởng phú quý nhiều năm, khó phân biệt phải trái, lại thấy Đổng Doãn lòng dạ kiên cường công minh liêm chính, muốn uỷ thác sự vụ trong cung cho ông, nên dâng sớ tâu lên Lưu Thiện đề nghị trọng dụng ông. Gia Cát Lượng lại mời Đổng Doãn lên làm Thị Trung lĩnh Hổ Bôn Trung lang tướng, chỉ huy Túc vệ thân binh.
Đổng Doãn chuyên tâm làm việc, nhận trách nhiệm dâng lời can gián, dốc lòng hết sức khuông phò nêu cao đạo lý. Lưu Thiện thường muốn tuyển thêm mỹ nữ sung vào hậu cung, Đổng Doãn dẫn sự tích các vị cổ đại thiên tử hậu phi không quá mười hai người, nay cung tần đã đủ, không nên tăng thêm, cuối cùng cố giữ không nghe theo. Ông được Hậu Chủ càng thêm tôn trọng nể vì.
Thượng thư lệnh Tưởng Uyển lĩnh chức Thứ sử Ích Châu, dâng sớ nhường cho Phí Y và Đổng Doãn, lại có biểu ca ngợi ông, nhưng Đổng Doãn cố từ không nhận.
Lưu Thiện tuổi cao, quý hoạn quan Hoàng Hạo. Hạo có tài xu nịnh, thuận theo ý vua, muốn tham dự triều chính. Đổng Doãn thường trước nghiêm mặt khuyên chủ, sau trách mắng cật vấn Hạo. Hoàng Hạo sợ ông, không dám làm trái. Khi ông còn sống, chức vị của Hạo chỉ là Hoàng Môn thừa.
Năm 243, Đổng Doãn được thăng thêm chức Phụ Quốc tướng quân. Năm 244 ông làm Thị Trung thủ Thượng thư Lệnh làm phó cho Đại tướng quân Phí Y.
Năm 246, Đổng Doãn qua đời, không rõ bao nhiêu tuổi. Ông phục vụ cho chính quyền Thục Hán trong hơn 20 năm.
Dù Đổng Doãn chưa từng giữ ngôi vị thừa tướng nhưng là người điều hành triều chính có uy tín đương thời. Người Thục gọi Gia Cát Lượng, Tưởng Uyển, Phí Y cùng Đổng Doãn là "Tứ Anh đệ nhất hào kiệt". Cháu Đổng Doãn là Đổng Hoành được thăng làm Thái thú Ba Tây.
Sau khi Lã Nghệ qua đời, Lưu Thiện cho Trần Chi làm Thị Trung, cùng Hoàng Hạo trong ngoài hỗ trợ giúp đỡ lẫn nhau, nên Hạo bắt đầu được tham dự vào chính sự. Vì Trần Chi và Hoàng Hạo thường xu nịnh được lòng Lưu Thiện và gièm pha kể tội Đổng Doãn, nên Lưu Thiện nhớ lại khi trước Đổng Doãn nghiêm khắc với mình, rất giận Đổng Doãn. Vì vậy địa vị của ông từ đó bị xem thường.
Dù là một trong những trụ cột của nhà Thục Hán trung kỳ, nhưng chính giai đoạn Tưởng Uyển, Phí Y và Đổng Doãn chấp chính lại bị La Quán Trung bỏ qua không đề cập mà chỉ tập trung vào việc đánh Tào Ngụy của Khương Duy thời hậu kỳ, do đó Đổng Doãn không được nhắc đến trong tiểu thuyết Tam Quốc diễn nghĩa.

## Đánh giá
Sử gia Trần Thọ ca ngợi ông như sau: "Đổng Doãn giúp chủ, đạo nghĩa hiển lộ ra nét mặt".

## Chức danh và chức vụ từng nắm giữ
- Tiển Mã (洗馬)
- Hoàng Môn thị lang (黃門侍郎)
- Thị Trung (侍中)
- Hổ Bôn Trung lang tướng (虎賁中郎將)
- Phụ Quốc tướng quân (輔國將軍)
- Thượng thư lệnh (尚書令)